# Arctornis labi
Arctornis labi är en fjärilsart som beskrevs av Holloway 1999. Arctornis labi ingår i släktet Arctornis och familjen tofsspinnare. Inga underarter finns listade i Catalogue of Life.